# Atalanta Bergamasca Calcio U23 2024-2025
Questa voce raccoglie le informazioni riguardanti l'Atalanta Bergamasca Calcio U23 nelle competizioni ufficiali della stagione 2024-2025.

## Stagione
Nella sua seconda stagione, inserita nel girone A della Serie C, l'Atalanta U23 termina all'ottavo posto. I bergamaschi si qualificano quindi per i play-off, dove con due vittorie accedono anche alla fase nazionale, venendo eliminati al secondo turno dall'Audace Cerignola. In Coppa Italia Serie C l'Atalanta U23 viene eliminata al secondo turno dal Vicenza.

## Divise e sponsor
Le divise, fornite da Joma, sono le stesse utilizzate dalla prima squadra. Alla classica maglietta a strisce nerazzurre si affianca dunque un completo di cortesia bianco con una banda nerazzurra orizzontale sul petto e un terzo kit identico al secondo ma di colore giallo. Gli sponsor sono invece differenti da quelli della formazione di Serie A: il principale è TAO Ambiente, sulla manica sinistra appare Argosped e sul retro Cava Ghisalba, azienda estrattiva bergamasca già coinvolta nella riqualificazione del Gewiss Stadium.
| Casa | Trasferta | Terza divisa |

## Organigramma societario
Dal sito internet ufficiale della società.
Area direttiva
- Presidente: Antonio Percassi
- Vice presidente: Stephen Pagliuca
- Amministratore delegato: Luca Percassi
- Direttore sportivo: Fabio Gatti

Staff tecnico
- Allenatore: Francesco Modesto
- Allenatore in seconda: Alessandro Gamberini
- Preparatore dei portieri: Giorgio Frezzolini
- Collaboratore tecnico: Jacopo Zennaro
- Match Analyst: Marco Liberalon
- Preparatori atletici: Daniele Maggioni, Lorenzo Magri

Staff medico
- Responsabile: Dott.ssa Chiara Airoldi
- Fisioterapisti: Andrea Zagatti, Daniele Solinas
- Massoterapista: Daniele Castagna

## Rosa
Dal sito internet ufficiale della società.
| N. |                      | Ruolo | Calciatore                       |
| -- | -------------------- | ----- | -------------------------------- |
| 1  | Polonia (bandiera)   | P     | Piotr Pardel                     |
| 2  | Italia (bandiera)    | D     | Pietro Tornaghi                  |
| 3  | Italia (bandiera)    | D     | Tommaso Del Lungo                |
| 4  | Italia (bandiera)    | D     | Gabriele Berto                   |
| 5  | Albania (bandiera)   | C     | Erdis Kraja                      |
| 6  | Italia (bandiera)    | D     | Alberto Masi (capitano)          |
| 7  | Albania (bandiera)   | C     | Endri Muhameti                   |
| 8  | Italia (bandiera)    | C     | Emmanuel Gyabuaa (vice capitano) |
| 9  | Italia (bandiera)    | A     | Tommaso De Nipoti                |
| 10 | Italia (bandiera)    | C     | Simone Panada                    |
| 11 | Italia (bandiera)    | A     | Dominic Vavassori                |
| 13 | Italia (bandiera)    | D     | Pietro Comi                      |
| 14 | Italia (bandiera)    | C     | Davide Ghislandi                 |
| 15 | Slovenia (bandiera)  | D     | Relja Obrić                      |
| 16 | Finlandia (bandiera) | D     | Daniel Armstrong                 |
| 17 | Benin (bandiera)     | A     | Candas Fiogbe                    |
| 19 | Italia (bandiera)    | D     | Samuele Ghezzi                   |
| 20 | Italia (bandiera)    | C     | Guillaume Renault                |
| 21 | Italia (bandiera)    | C     | Alberto Manzoni                  |

| N. |                      | Ruolo | Calciatore            |
| -- | -------------------- | ----- | --------------------- |
| 25 | Italia (bandiera)    | C     | Leonardo Mendicino    |
| 25 | Argentina (bandiera) | C     | Mateo Scheffer        |
| 26 | Italia (bandiera)    | A     | Filippo Alessio       |
| 27 | Italia (bandiera)    | A     | Andrea Michieletto    |
| 28 | Italia (bandiera)    | C     | Andrea Bonanomi       |
| 29 | Spagna (bandiera)    | A     | Siren Diao            |
| 29 | Guinea (bandiera)    | A     | Henry Camara          |
| 30 | Italia (bandiera)    | P     | Tommaso Bertini       |
| 31 | Italia (bandiera)    | A     | Federico Cassa        |
| 32 | Italia (bandiera)    | C     | Javison Idele         |
| 33 | Italia (bandiera)    | C     | Lorenzo Bernasconi    |
| 34 | Italia (bandiera)    | A     | Nicolò Artesani       |
| 37 | Spagna (bandiera)    | D     | Albert Navarro        |
| 39 | Italia (bandiera)    | A     | Andrea Sodero         |
| 66 | Italia (bandiera)    | D     | Federico Bergonzi     |
| 72 | Italia (bandiera)    | A     | Alessandro Cortinovis |
| 77 | Slovenia (bandiera)  | P     | Matevž Dajčar         |
| 80 | Zambia (bandiera)    | C     | Mannah Chiwisa        |
| 93 | Francia (bandiera)   | D     | Brandon Soppy         |
| 99 | Serbia (bandiera)    | A     | Vanja Vlahović        |

## Calciomercato

### Sessione estiva(dal 01/07 al 30/08)
| Acquisti         | Acquisti           | Acquisti     | Acquisti                                    |
| R.               | Nome               | da           | Modalità                                    |
| ---------------- | ------------------ | ------------ | ------------------------------------------- |
| D                | Albert Navarro     | Barcellona   | definitivo (2 milioni €)                    |
| C                | Lorenzo Bernasconi | Cremonese    | diritto di riscatto esercitato (950 mila €) |
| C                | Andrea Sodero      | Empoli       | prestito con diritto di riscatto            |
| C                | Mateo Scheffer     | Carrarese    | prestito con diritto di riscatto            |
| A                | Filippo Alessio    | Vicenza      | prestito con diritto di riscatto            |
| Altre operazioni |                    |              |                                             |
| R.               | Nome               | da           | Modalità                                    |
| P                | Jacopo Sassi       | Pro Vercelli | fine prestito                               |
| P                | Ludovico Gelmi     | Monopoli     | fine prestito                               |
| D                | Federico Bergonzi  | Feralpisalò  | fine prestito                               |
| D                | Tommaso Cavalli    | Mantova      | fine prestito                               |
| D                | Giorgio Brogni     | Fiorenzuola  | fine prestito                               |
| D                | Christian Mora     | Renate       | fine prestito                               |
| C                | Erdis Kraja        | Ascoli       | fine prestito                               |
| C                | Federico Zuccon    | Cosenza      | fine prestito                               |
| C                | Jacopo Da Riva     | Reggiana     | fine prestito                               |
| C                | Alassane Sidibe    | Arka Gdynia  | fine prestito                               |
| C                | Andrea Olivieri    | Catanzaro    | fine prestito                               |
| A                | Lorenzo Peli       | Pontedera    | fine prestito                               |
| A                | Jonathan Italeng   | Trento       | fine prestito                               |
| A                | Davide Pio Stabile | Vis Pesaro   | fine prestito                               |

| Cessioni         | Cessioni           | Cessioni    | Cessioni                                          |
| R.               | Nome               | a           | Modalità                                          |
| ---------------- | ------------------ | ----------- | ------------------------------------------------- |
| P                | Paolo Vismara      | Sampdoria   | prestito                                          |
| P                | Jacopo Sassi       | Modena      | prestito                                          |
| D                | Marco Varnier      | Juve Stabia | definitivo                                        |
| D                | Andrea Ceresoli    | Catanzaro   | prestito                                          |
| D                | Tommaso Cavalli    | Pro Patria  | prestito                                          |
| D                | Iacopo Regonesi    | Renate      | prestito                                          |
| C                | Alassane Sidibe    | Arka Gdynia | definitivo                                        |
| C                | Theophilus Awua    | SPAL        | definitivo                                        |
| C                | Federico Zuccon    | Juve Stabia | prestito con diritto di riscatto e controriscatto |
| C                | Leonardo Mendicino | Cesena      | prestito                                          |
| C                | Jacopo Da Riva     | Juve Stabia | prestito                                          |
| C                | Jacopo Da Riva     | Foggia      | prestito                                          |
| C                | Andrea Oliveri     | Bari        | prestito                                          |
| A                | Siren Diao         | Granada     | prestito                                          |
| A                | Moustapha Cissé    | San Gallo   | prestito con diritto di riscatto                  |
| A                | Christian Capone   | Vicenza     | prestito con diritto di riscatto                  |
| A                | Jonathan Italeng   | Pontedera   | prestito                                          |
| A                | Alessandro Falleni | Pianese     | prestito                                          |
| Altre operazioni |                    |             |                                                   |
| R.               | Nome               | a           | Modalità                                          |
| P                | Lorenzo Avogadri   |             | svincolato                                        |
| D                | Giorgio Brogni     |             | svincolato                                        |
| C                | Kaleb Jiménez      | Salernitana | fine prestito                                     |
| A                | Davide Pio Stabile |             | svincolato                                        |
| A                | David Pérez        |             | svincolato                                        |
| A                | Lorenzo Peli       |             | svincolato                                        |

### Sessione invernale(dal 02/01 al 01/02)
| Acquisti         | Acquisti        | Acquisti       | Acquisti      |
| R.               | Nome            | da             | Modalità      |
| ---------------- | --------------- | -------------- | ------------- |
| A                | Edoardo Lonardo | Sambenedettese | definitivo    |
| Altre operazioni |                 |                |               |
| R.               | Nome            | da             | Modalità      |
| D                | Iacopo Regonesi | Renate         | fine prestito |

| Cessioni         | Cessioni        | Cessioni           | Cessioni |
| R.               | Nome            | a                  | Modalità |
| ---------------- | --------------- | ------------------ | -------- |
| P                | Ludovico Gelmi  | Catanzaro          | prestito |
| D                | Iacopo Regonesi | Union Clodiense CS | prestito |
| Altre operazioni |                 |                    |          |
| R.               | Nome            | a                  | Modalità |

## Risultati

### Serie C

#### Girone di andata
| Arbitro: | Terribile (Bassano del Grappa) |

|               |           |                           |
| Vavassori 47’ | Marcatori | 8’ Invernizzi 79’ Bagatti |

| Arbitro: | Manedo Mazzoni (Prato) |

|  |           |                                    |
|  | Marcatori | 33’ Vavassori 59’, 75’ V. Vlahović |

| Arbitro: | Viapiana (Catanzaro) |

|              |           |                       |
| Bergonzi 40’ | Marcatori | 49’ (rig.) D. Peralta |

| Arbitro: | Poli (Verona) |

|            |           |                                                   |
| D'Urso 34’ | Marcatori | 3’, 63’, 85’ V. Vlahović 27’ Panada 80’ Vavassori |

| Arbitro: | Gandino (Alessandria) |

|                      |           |             |
| Malotti 33’ Iori 46’ | Marcatori | 86’ Navarro |

| Arbitro: | Di Loreto (Terni) |

|                                                                      |           |            |
| Del Lungo 50’ V. Vlahović 63’, 69’ (rig.) Bergonzi 64’ Vavassori 78’ | Marcatori | 48’ Parker |

| Arbitro: | D'Eusanio (Faenza) |

|               |           |                         |
| De Marchi 21’ | Marcatori | 24’ Navarro 83’ Alessio |

| Arbitro: | Catanzaro (Catanzaro) |

|              |           |                                               |
| Tornaghi 50’ | Marcatori | 16’ Trombetta 43’ Stückler 89’ (rig.) Lamesta |

| Arbitro: | Frasynyak (Gallarate) |

|                          |           |                              |
| Alì Zoma 13’ Parlati 53’ | Marcatori | 72’ V. Vlahović 80’ Artesani |

| Arbitro: | Vingo (Pisa) |

|                                                       |           |  |
| Vavassori 14’ Bernasconi 39’ De Nipoti 54’ Sodero 80’ | Marcatori |  |

| Arbitro: | Ursini (Pescara) |

|                                        |           |  |
| Talarico 10’ Della Morte 68’ Rauti 82’ | Marcatori |  |

| Arbitro: | Maccorin (Pordenone) |

|                                 |           |  |
| Vavassori 48’ V. Vlahović 90+4’ | Marcatori |  |

| Arbitro: | Gangi (Enna) |

|                                       |           |                        |
| Maistrello 67’, 79’ Di Molfetta 90+2’ | Marcatori | 77’ (rig.) V. Vlahović |

| Arbitro: | Dorillo (Torino) |

|                                 |           |           |
| Alessio 77’ Panada 90+1’ (rig.) | Marcatori | 40’ Nicco |

| Arbitro: | Di Cicco (Lanciano) |

|                                                |           |               |
| Bortolussi 17’ (rig.) M. Perrotta 20’ Fusi 34’ | Marcatori | 76’ Del Lungo |

| Arbitro: | Tropiano (Bari) |

|                               |           |  |
| V. Vlahović 65’ De Nipoti 68’ | Marcatori |  |

| Arbitro: | Gemelli (Messina) |

|                               |           |           |
| Panada 77’ (rig.) Alessio 80’ | Marcatori | 70’ Orfei |

| Arbitro: | Migliorini (Verona) |

|                                       |           |                   |
| Cerretelli 13’ Bordo 32’ Mattioli 54’ | Marcatori | 90+3’ V. Vlahović |

| Arbitro: | Rispoli (Locri) |

|                                                 |           |                         |
| Cassa 15’, 42’ Alessio 32’, 80’ V. Vlahović 64’ | Marcatori | 20’ Galeandro 52’ Šipoš |

#### Girone di ritorno
| Arbitro: | Recchia (Brindisi) |

|  |           |                 |
|  | Marcatori | 85’ V. Vlahović |

| Caravaggio 4 gennaio 2025, ore 17:30 CET 21ª giornata | Atalanta U23     | 0 – 0 referto | Novara | Comunale (390 spett.)\| Arbitro: \| Vogliacco (Bari) \| |
| Arbitro:                                              | Vogliacco (Bari) |               |        |                                                         |

| Arbitro: | Castellano (Nichelino) |

|                                  |           |                          |
| Di Carmine 6’ (rig.) Disanto 86’ | Marcatori | 11’ Kraja 38’ Bernasconi |

| Arbitro: | Zoppi (Firenze) |

|                                   |           |                     |
| V. Vlahović 10’, 53’ Scheffer 34’ | Marcatori | 59’ (rig.) Olivieri |

| Arbitro: | Colaninno (Nola) |

|  |           |                   |
|  | Marcatori | 16’ Jo. Tenkorang |

| Arbitro: | D'Eusanio (Faenza) |

|                                    |           |               |
| Basili 57’ Parker 80’ Tonoli 90+4’ | Marcatori | 13’ Del Lungo |

| Arbitro: | Vailati (Crema) |

|  |           |                              |
|  | Marcatori | 51’, 74’ Mehić 55’ De Marchi |

| Arbitro: | Toro (Catania) |

|                          |           |             |
| Nichetti 14’ Tirelli 31’ | Marcatori | 76’ Lonardo |

| Arbitro: | Gasperotti (Rovereto) |

|               |           |              |
| Vavassori 42’ | Marcatori | 21’ Alì Zoma |

| Arbitro: | Peletti (Crema) |

|             |           |  |
| Bocalon 29’ | Marcatori |  |

| Arbitro: | Pezzopane (L'Aquila) |

|                         |           |                              |
| Alessio 7’ Ceresoli 30’ | Marcatori | 59’ F. Ferrari 90+4’ Leverbe |

| Vercelli 13 marzo 2024, ore 20:45 CET 31ª giornata | Pro Vercelli        | 0 – 0 referto | Atalanta U23 | Silvio Piola (500 spett.)\| Arbitro: \| Gigliotti (Cosenza) \| |
| Arbitro:                                           | Gigliotti (Cosenza) |               |              |                                                                |

| Arbitro: | Dini (Città di Castello) |

|                                                 |           |            |
| Ghislandi 11’, 70’ Bernasconi 55’ Vavassori 62’ | Marcatori | 18’ Crespi |

| Arbitro: | Rinaldi (Bassano del Grappa) |

|         |           |                        |
| Toçi 7’ | Marcatori | 16’ Obrić 72’ Bergonzi |

| Arbitro: | G. Sacchi (Macerata) |

|                 |           |          |
| V. Vlahović 89’ | Marcatori | 32’ Fusi |

| Arbitro: | Pacella (Roma 2) |

|               |           |                        |
| Pelagatti 35’ | Marcatori | 42’ (rig.) V. Vlahović |

| Arbitro: | Ursini (Pescara) |

|            |           |                                               |
| Sinani 87’ | Marcatori | 7’ (rig.) Panada 39’ Bergonzi 79’ V. Vlahović |

| Arbitro: | Cappai (Cagliari) |

|              |           |                                              |
| Bergonzi 38’ | Marcatori | 10’ (rig.) Boffelli 20’ Benedetti 77’ Jallow |

| Arbitro: | Vailati (Crema) |

|  |           |               |
|  | Marcatori | 70’ Vavassori |

### Play-off

#### Play-off del girone
| Arbitro: | Gavini (Aprilia) |

|              |           |                            |
| Petrović 38’ | Marcatori | 19’ V. Vlahović 31’ Panada |

| Arbitro: | Drigo (Portogruaro) |

|              |           |                                              |
| S. Longo 25’ | Marcatori | 75’ V. Vlahović 86’ Ceresoli 90+1’ Vavassori |

#### Fase nazionale
| Arbitro: | Mirabella (Napoli) |

|                                                               |           |             |
| Vavassori 24’, 39’, 41’ V. Vlahović 31’ Cassa 69’, 79’, 90+3’ | Marcatori | 81’ Zamparo |

| Arbitro: | Silvestri (Roma 1) |

|                   |           |                |
| Djamanca 42’, 66’ | Marcatori | 90+6’ Scheffer |

| Bergamo 18 maggio 2025, ore 18:15 CEST Secondo turno - Andata | Atalanta U23     | 0 – 0 referto | Audace Cerignola | Gewiss Stadium (5 949 spett.)\| Arbitro: \| Lovison (Padova) \| |
| Arbitro:                                                      | Lovison (Padova) |               |                  |                                                                 |

| Arbitro: | Madonia (Palermo) |

|                         |           |                            |
| Salvemini 69’ Volpe 73’ | Marcatori | 12’ Ceresoli 86’ Vavassori |

### Coppa Italia Serie C

#### Turni eliminatori
| Arbitro: | Baratta (Rossano) |

|                              |           |                 |
| Vavassori 47’ Tornaghi 90+2’ | Marcatori | 51’ Ó. Karlsson |

| Arbitro: | Djurdjevic (Trieste) |

|                   |           |                  |
| V. Vlahović 45+2’ | Marcatori | 45+1’, 46’ Rauti |

## Statistiche

### Statistiche di squadra
Statistiche aggiornate al 21 maggio 2025.
| Competizione         | Punti | In casa | In casa | In casa | In casa | In casa | In casa | In trasferta | In trasferta | In trasferta | In trasferta | In trasferta | In trasferta | Totale | Totale | Totale | Totale | Totale | Totale | DR  |
| Competizione         | Punti | G       | V       | N       | P       | Gf      | Gs      | G            | V            | N            | P            | Gf           | Gs           | G      | V      | N      | P      | Gf     | Gs     | DR  |
| -------------------- | ----- | ------- | ------- | ------- | ------- | ------- | ------- | ------------ | ------------ | ------------ | ------------ | ------------ | ------------ | ------ | ------ | ------ | ------ | ------ | ------ | --- |
| Serie C              | 57    | 19      | 9       | 5       | 5       | 37      | 24      | 19           | 7            | 4            | 8            | 28           | 29           | 38     | 16     | 9      | 13     | 65     | 53     | +12 |
| Play-off             | -     | 2       | 1       | 1       | 0       | 7       | 1       | 4            | 2            | 1            | 1            | 8            | 6            | 6      | 3      | 2      | 1      | 15     | 7      | +8  |
| Coppa Italia Serie C | -     | 2       | 1       | 0       | 1       | 3       | 3       | 0            | 0            | 0            | 0            | 0            | 0            | 2      | 1      | 0      | 1      | 3      | 3      | 0   |
| Totale               | -     | 23      | 11      | 6       | 6       | 47      | 28      | 23           | 9            | 5            | 9            | 36           | 35           | 46     | 20     | 11     | 15     | 83     | 63     | +20 |

### Andamento in campionato
| Giornata  | 1  | 2 | 3 | 4 | 5 | 6 | 7 | 8 | 9 | 10 | 11 | 12 | 13 | 14 | 15 | 16 | 17 | 18 | 19 | 20 | 21 | 22 | 23 | 24 | 25 | 26 | 27 | 28 | 29 | 30 | 31 | 32 | 33 | 34 | 35 | 36 | 37 | 38 |
| --------- | -- | - | - | - | - | - | - | - | - | -- | -- | -- | -- | -- | -- | -- | -- | -- | -- | -- | -- | -- | -- | -- | -- | -- | -- | -- | -- | -- | -- | -- | -- | -- | -- | -- | -- | -- |
| Luogo     | C  | T | C | T | T | C | T | C | T | C  | T  | C  | T  | C  | T  | C  | C  | T  | C  | T  | C  | T  | C  | C  | T  | C  | T  | C  | T  | C  | T  | C  | T  | C  | T  | T  | C  | T  |
| Risultato | P  | V | N | V | P | V | V | P | N | V  | P  | V  | P  | V  | P  | V  | V  | P  | V  | V  | N  | N  | V  | P  | P  | P  | P  | N  | P  | N  | N  | V  | V  | N  | N  | V  | P  | V  |
| Posizione | 14 | 7 | 8 | 5 | 9 | 6 | 5 | 5 | 7 | 6  | 8  | 5  | 7  | 6  | 6  | 6  | 5  | 9  | 4  | 3  | 4  | 4  | 4  | 4  | 4  | 5  | 6  | 8  | 8  | 9  | 9  | 8  | 7  | 7  | 8  | 6  | 8  | 8  |

Fonte:  Classifica Serie C Girone A, su tuttocampo.it.
Legenda:

Luogo: C = Casa; T = Trasferta. Risultato: V = Vittoria; N = Pareggio; P = Sconfitta.

### Statistiche dei giocatori
Sono in corsivo i calciatori che hanno lasciato la squadra a stagione in corso.
| Giocatore      | Serie C  | Serie C | Serie C     | Serie C    | Coppa Italia Serie C | Coppa Italia Serie C | Coppa Italia Serie C | Coppa Italia Serie C | Totale   | Totale | Totale      | Totale     |
| Giocatore      | Presenze | Reti    | Ammonizioni | Espulsioni | Presenze             | Reti                 | Ammonizioni          | Espulsioni           | Presenze | Reti   | Ammonizioni | Espulsioni |
| -------------- | -------- | ------- | ----------- | ---------- | -------------------- | -------------------- | -------------------- | -------------------- | -------- | ------ | ----------- | ---------- |
| F. Alessio     | 19       | 5       | 1           | 0          | 0                    | 0                    | 0                    | 0                    | 19       | 5      | 1           | 0          |
| D. Armstrong   | 0        | 0       | 0           | 0          | 1                    | 0                    | 0                    | 0                    | 1        | 0      | 0           | 0          |
| N. Artesani    | 9        | 1       | 0           | 0          | 0                    | 0                    | 0                    | 0                    | 9        | 1      | 0           | 0          |
| F. Bergonzi    | 17       | 2       | 1           | 0          | 2                    | 0                    | 0                    | 0                    | 19       | 2      | 1           | 0          |
| L. Bernasconi  | 19       | 2       | 1           | 0          | 1                    | 0                    | 0                    | 0                    | 20       | 2      | 1           | 0          |
| T. Bertini     | 7        | -11     | 2           | 0          | 1                    | -1                   | 0                    | 0                    | 8        | -12    | 2           | 0          |
| G. Berto       | 0        | 0       | 0           | 0          | 2                    | 0                    | 1                    | 0                    | 2        | 0      | 1           | 0          |
| A. Bonanomi    | 1        | 0       | 0           | 0          | 0                    | 0                    | 0                    | 0                    | 1        | 0      | 0           | 0          |
| H. Camara      | 2        | 0       | 0           | 0          | 0                    | 0                    | 0                    | 0                    | 2        | 0      | 0           | 0          |
| F. Cassa       | 15       | 2       | 1           | 0          | 0                    | 0                    | 0                    | 0                    | 15       | 2      | 1           | 0          |
| M. Chiwisa     | 1        | 0       | 0           | 0          | 0                    | 0                    | 0                    | 0                    | 1        | 0      | 0           | 0          |
| P. Comi        | 9        | 0       | 2           | 1          | 0                    | 0                    | 0                    | 0                    | 9        | 0      | 2           | 1          |
| A. Cortinovis  | 2        | 0       | 0           | 0          | 0                    | 0                    | 0                    | 0                    | 2        | 0      | 0           | 0          |
| M. Dajčar      | 9        | -12     | 1           | 0          | 1                    | -2                   | 0                    | 0                    | 10       | -14    | 1           | 0          |
| T. De Nipoti   | 10       | 2       | 2           | 1          | 2                    | 0                    | 0                    | 0                    | 12       | 2      | 2           | 1          |
| T. Del Lungo   | 18       | 2       | 4           | 0          | 2                    | 0                    | 0                    | 0                    | 20       | 2      | 4           | 0          |
| S. Diao        | 0        | 0       | 0           | 0          | 1                    | 0                    | 0                    | 0                    | 1        | 0      | 0           | 0          |
| C. Fiogbe      | 3        | 0       | 0           | 0          | 1                    | 0                    | 0                    | 0                    | 4        | 0      | 0           | 0          |
| S. Ghezzi      | 1        | 0       | 0           | 0          | 0                    | 0                    | 0                    | 0                    | 1        | 0      | 0           | 0          |
| D. Ghislandi   | 10       | 0       | 2           | 0          | 1                    | 0                    | 0                    | 0                    | 11       | 0      | 2           | 0          |
| E. Gyabuaa     | 22       | 0       | 4           | 0          | 2                    | 0                    | 1                    | 0                    | 24       | 0      | 5           | 0          |
| J. Idele       | 2        | 0       | 0           | 0          | 1                    | 0                    | 2                    | 1                    | 3        | 0      | 2           | 1          |
| E. Kraja       | 3        | 1       | 0           | 0          | 1                    | 0                    | 0                    | 0                    | 4        | 1      | 0           | 0          |
| A. Manzoni     | 19       | 0       | 3           | 0          | 0                    | 0                    | 0                    | 0                    | 19       | 0      | 3           | 0          |
| L. Mendicino   | 0        | 0       | 0           | 0          | 2                    | 0                    | 1                    | 0                    | 2        | 0      | 1           | 0          |
| A. Michieletto | 2        | 0       | 0           | 0          | 0                    | 0                    | 0                    | 0                    | 2        | 0      | 0           | 0          |
| E. Muhameti    | 11       | 0       | 1           | 0          | 1                    | 0                    | 0                    | 0                    | 12       | 0      | 1           | 0          |
| A. Navarro     | 19       | 2       | 2           | 0          | 0                    | 0                    | 0                    | 0                    | 19       | 2      | 2           | 0          |
| R. Obrić       | 13       | 0       | 5           | 1          | 1                    | 0                    | 0                    | 0                    | 14       | 0      | 5           | 1          |
| S. Panada      | 22       | 3       | 5           | 0          | 2                    | 0                    | 0                    | 0                    | 24       | 3      | 5           | 0          |
| P. Pardel      | 6        | -8      | 0           | 0          | 0                    | -0                   | 0                    | 0                    | 6        | -8     | 0           | 0          |
| G. Renault     | 4        | 0       | 0           | 0          | 0                    | 0                    | 0                    | 0                    | 4        | 0      | 0           | 0          |
| M. Scheffer    | 16       | 0       | 1           | 0          | 0                    | 0                    | 0                    | 0                    | 16       | 0      | 1           | 0          |
| A. Sodero      | 5        | 1       | 0           | 0          | 0                    | 0                    | 0                    | 0                    | 5        | 1      | 0           | 0          |
| B. Soppy       | 3        | 0       | 0           | 0          | 0                    | 0                    | 0                    | 0                    | 3        | 0      | 0           | 0          |
| P. Tornaghi    | 7        | 1       | 1           | 0          | 1                    | 1                    | 0                    | 0                    | 8        | 2      | 1           | 0          |
| D. Vavassori   | 13       | 6       | 0           | 0          | 1                    | 1                    | 0                    | 0                    | 14       | 7      | 0           | 0          |
| V. Vlahović    | 18       | 14      | 3           | 0          | 2                    | 1                    | 0                    | 0                    | 20       | 15     | 3           | 0          |